# Boss of Me
La canzone Boss of Me (conosciuta anche come "You're not boss of me now") è il singolo di maggior successo dei They Might Be Giants, uscito nel 2000. È anche la canzone della sigla del famoso telefilm Malcolm In The Middle (che in Italia venne trasmesso da Italia 1) e compare anche nel CD della compilation dei TMBG.
Il ritornello è molto noto. Ne è stata realizzata anche una versione mixata apposta per Malcolm In The Middle:
You're not the boss of me now /
You're not the boss of me now /
You're not the boss of me now, and you're not so big /
You're not the boss of me now /
You're not the boss of me now /
You're not the boss of me now, and you're not so big /

## Videoclip
Di questo singolo venne realizzato anche un video clip, realizzato dalla FOX. In questo video compare la famiglia di Malcolm (eccetto Lois) che combina un sacco di guai al duo.